# انسینال (نیومکزیکو)
انسینال (به انگلیسی: Encinal) یک منطقهٔ مسکونی در ایالات متحده آمریکا است که در شهرستان سیبولا، نیومکزیکو واقع شده‌است. انسینال ۳۴٫۹ کیلومتر مربع مساحت و ۲۱۰ نفر جمعیت دارد و ۱٬۹۴۱ متر بالاتر از سطح دریا واقع شده‌است.